# The Covenant (film 2006)
The Covenant è un film statunitense del 2006, diretto da Renny Harlin e scritto da J. S. Cardone, interpretato da Steven Strait, Sebastian Stan, Toby Hemingway, Taylor Kitsch e Chace Crawford.

## Trama
1692, Colonia di Ipswich, Massachusetts, cinque famiglie, dotate di un immenso Potere, sanciscono tra loro un solenne patto di silenzio con lo scopo di proteggersi dai cacciatori di streghe; una di queste infrange il limite e viene bandita, si perdono le tracce e si pensa che la sua discendenza si sia estinta a Salem durante il periodo della caccia alle streghe.
Ai giorni nostri, quattro ragazzi delle scuole superiori, Caleb Danvers, Pogue Parry, Reid Garwin e Tyler Simms, sono i discendenti delle famiglie di streghe coloniali e quindi esercitano il Potere. "Il Potere" è una fonte di abilità mistiche quasi illimitate che si manifestano nel giorno del loro 13º compleanno e diventano più forti finché a 18 anni non Ascendono. L'Ascendere aumenta il loro Potere in modo significativo ma li lega anche alla forza vitale. Più un individuo Asceso usa il Potere, più ne diventa dipendente, il che può portare all'invecchiamento prematuro e alla morte.
Mentre frequenta un falò, Caleb incontra Sarah Wenham, una studentessa trasferitasi da una scuola superiore pubblica di Boston. I quattro incontrano anche Chase Collins, un nuovo studente alla Spenser Academy. Il loro incontro viene interrotto quando i poliziotti sembrano interrompere la festa. I ragazzi scappano usando il Potere. Dopo che uno studente viene trovato morto vicino al campus, si verificano vari eventi paranormali, di cui Sarah e la sua compagna di stanza Kate Tunney sono al centro. Sconvolto, Caleb sospetta Reid, il più spericolato del gruppo, ma quest'ultimo nega con rabbia l'accusa.
Caleb e poi Pogue vedono un "darkling", uno spirito morto e un presagio maligno. Nel frattempo, Caleb e Sarah iniziano una relazione sentimentale. Durante una gara di nuoto, Caleb nota che Chase mostra l'uso del Potere. Dopo la ricerca, Caleb conclude che Chase discende dalla quinta famiglia, ritenuta estinta da tempo. Mentre i quattro discutono di questa rivelazione, Pogue scopre che la sua ragazza Kate è stata resa in coma da un incantesimo. Infuriato, affronta frettolosamente Chase, ma questo alla fine lo porta in ospedale (e, per estensione, in panchina per il resto dell'azione crescente del film).
Caleb fa visita a Sarah, solo per cadere nella trappola di Chase. Chase rivela di non essere a conoscenza dell'origine del suo potere, essendo stato adottato. Dopo aver localizzato il suo padre biologico, venne a conoscenza del prezzo per l'Ascensione; ma era troppo tardi e lui è diventato dipendente dall'uso del potere. Il suo padre biologico gli ha poi trasferito il suo potere, accrescendo i poteri del figlio. Chase vuole costringere anche i quattro a trasferire il loro Potere su di lui, a cominciare da Caleb. Nonostante l'avvertimento di Caleb che avere più Potere non lo salva dall'invecchiamento e dalla morte, Chase lo ignora. Prima di partire, Chase minaccia la famiglia e gli amici di Caleb se non ottiene ciò che vuole. Caleb rivela la verità a Sarah e la porta da suo padre, un uomo di 44 anni con un vecchio corpo decrepito a causa dell'abuso del Potere. Quando Sarah suggerisce che uno degli altri tre trasferisca il proprio potere a Caleb in modo che possa combattere Chase, lui rifiuta, perché farlo costerebbe la vita alla persona che offre il proprio Potere.
La notte del diciottesimo compleanno di Caleb, parte per affrontare Chase e chiede a Reid e Tyler di salvaguardare Sarah. Tuttavia, Chase la rapisce facilmente. In un vecchio fienile, i due si confrontano. Chase rivela una Sarah incantata e dà a Caleb un ultimatum sulla sua vita per la sua. Caleb Ascende ma rifiuta di dare il suo Potere. I due duellano, ma Caleb è sconfitto. Tornata a casa, Evelyn, la madre di Caleb, implora il marito di salvare Caleb. Trasferisce il suo Potere a suo figlio e muore. Una volta che il Potere di suo padre è stato infuso dentro di lui, Caleb colpisce Chase con un colpo finale che lo travolge. Sarah, Kate e Pogue vengono liberati dalle loro maledizioni.
I vigili del fuoco arrivano sulla scena e li informano che non è stata trovata una terza persona, suggerendo che Chase in qualche modo sia sopravvissuto ed è scappato. I due salgono sull'auto di Caleb e lui usa casualmente il Potere per riparare il parabrezza rotto, sconvolgendo Sarah mentre si allontanano.

## Distribuzione internazionale
- Stati Uniti d'America: 8 settembre 2006
- Australia: 12 ottobre 2006
- Francia: 13 dicembre 2006
- Spagna: 22 dicembre 2006
- Italia: 16 febbraio 2007

## Slogan promozionali
- «Only the power of hell can help them.»
- «Four have the power. One will stop at nothing to possess it.»
- «To save the future, they must battle their past.»
- «Join the covenant.»
- «L'inferno è la loro unica salvezza.»